# El Caminito del Rey

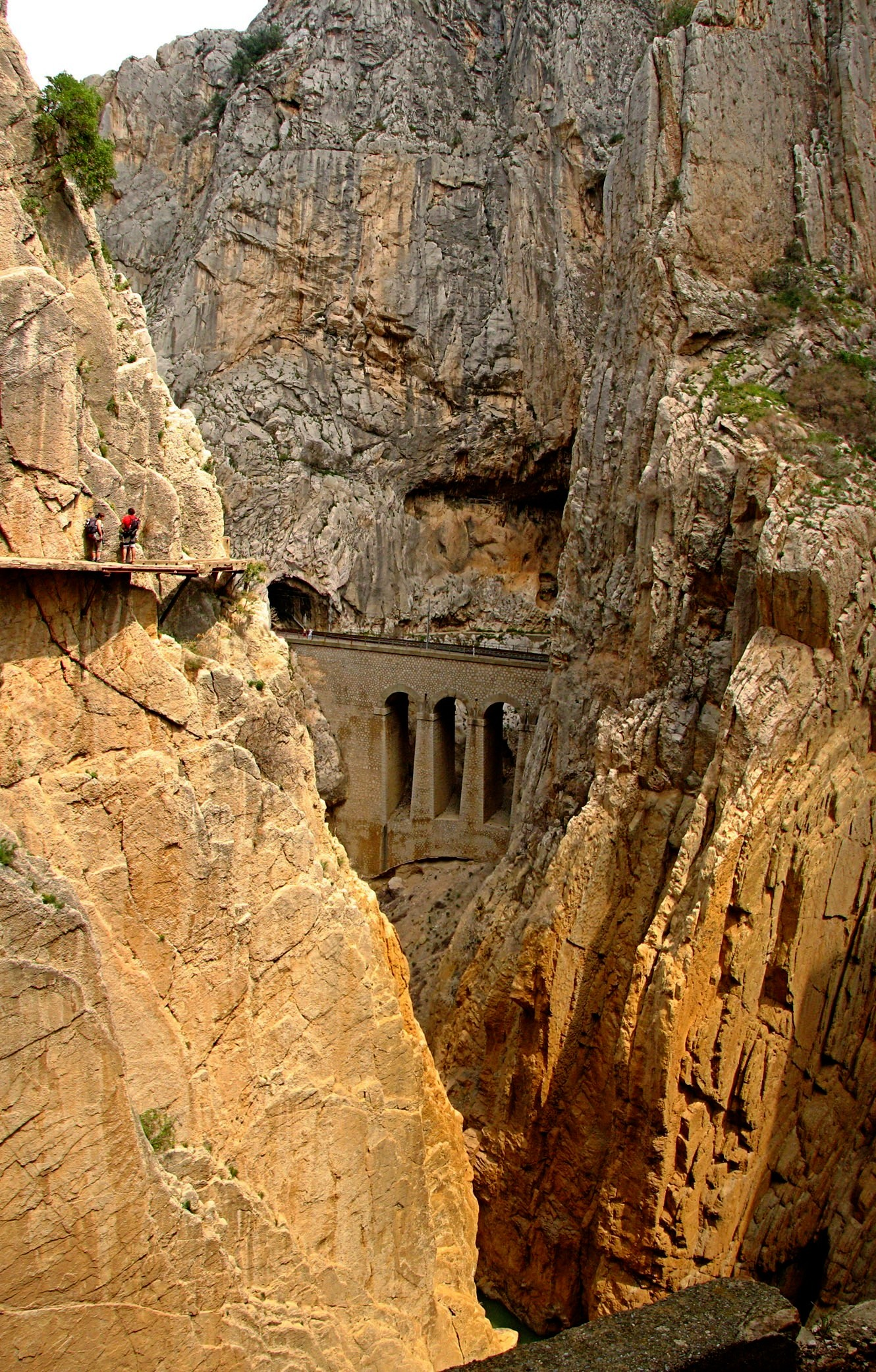
El Caminito del Rey

El Caminito del Rey (O Caminho do Rei) é uma passagem cravada nas paredes dos desfiladeiros de Chorro e Gaitanejo, a norte de Málaga, na Espanha com cerca de 3 km.
A construção, concluída em 1905, foi feita enquanto era construída uma hidrelétrica no rio Guadalhorce. Os trabalhadores necessitavam de uma passagem que cruzasse os desfiladeiros para o transporte de materiais, vigilância e manutenção do canal.
Em 1921 o rei Afonso XIII teve que cruzar o 'Caminito' para a inauguração da Represa Conde del Guadalhorce, e desde então a rota passou a ser conhecida por seu nome atual.
Entretanto, o abandono e a falta de manutenção fizeram com que a estrutura da estrada ficasse comprometida, causando até o desmoronamento de algumas das etapas. Por esse motivo, El Caminito del Rey é o ponto favorito dos muitos turistas que procuram emoções fortes.
Após a morte de quatro turistas em dois acidentes ocorridos em 1999 e 2000, o governo local fechou as entradas. No entanto, os aventureiros encontram meios de entrar no local.
Em junho de 2011 o governo da comunidade autônoma da Andaluzia em conjunto com o governo provincial de Málaga acordaram em dividir os custos de um projeto de restauração do caminho (que inclui a construção de um estacionamento, um centro de visitantes e um museu) no valor de €9 milhões. O projeto duraria aproximadamente três anos. Várias das características originais serão mantidas, e os novos materiais utilizados também manterão o desenho antigo original. O projeto também inclui iluminação por lâmpadas led para visitação noturna.
Após um investimento de 2,8 milhões de euros o caminho abriu oficialmente ao público a 29 de março de 2015.